# Virginia Slims of New England
Il Virginia Slims of New England è stato un torneo femminile di tennis che si disputava a Worcester negli USA su campi in sintetico indoor.

## Albo d'oro

### Singolare
| Anno            | Campionessa         | Finalista         | Punteggio     |
| --------------- | ------------------- | ----------------- | ------------- |
| 1986 (gennaio)  | Martina Navrátilová | Pam Shriver       | 6–1, 6–4      |
| 1986 (novembre) | Martina Navrátilová | Hana Mandlíková   | 6–2, 6–2      |
| 1987            | Pam Shriver         | Chris Evert       | 6–4, 4–6, 6–0 |
| 1988            | Martina Navrátilová | Nataša Zvereva    | 6–7, 6–4, 6–3 |
| 1989            | Martina Navrátilová | Zina Garrison     | 6–2, 6–3      |
| 1990            | Steffi Graf         | Gabriela Sabatini | 7–6, 6–3      |

### Doppio
| Anno            | Campionesse                       | Finalista                            | Punteggio     |
| --------------- | --------------------------------- | ------------------------------------ | ------------- |
| 1986 (gennaio)  | Martina Navrátilová / Pam Shriver | Claudia Kohde Kilsch / Helena Suková | 6–3, 6–4      |
| 1986 (novembre) | Martina Navrátilová / Pam Shriver | Claudia Kohde Kilsch / Helena Suková | 6–3, 6–1      |
| 1987            | Elise Burgin / Rosalyn Fairbank   | Bettina Bunge / Eva Pfaff            | 6–4, 6–4      |
| 1988            | Martina Navrátilová / Pam Shriver | Gabriela Sabatini / Helena Suková    | 6–3, 3–6, 7–5 |
| 1989            | Martina Navrátilová / Pam Shriver | Elise Burgin / Rosalyn Fairbank      | 6–4, 4–6, 6–4 |
| 1990            | Gigi Fernández / Helena Suková    | Mary Joe Fernández / Jana Novotná    | 3–6, 6–3, 6–3 |